# (8952) ODAS
(8952) ODAS (1998 EG2) – planetoida z pasa głównego asteroid okrążająca Słońce w ciągu 4,18 lat w średniej odległości 2,59 au. Odkryta 2 marca 1998 roku.